# ريتشارد غيلكي
ريتشارد غيلكي (بالإنجليزية: Richard Gilkey)‏ هو رسام أمريكي، ولد في 1925، وتوفي في 1997.